# Segundo Combate de Pachía
El Segundo Combate de Pachía fue un combate de la Guerra del Pacífico ocurrido el 11 de noviembre de 1883 entre la guarnición chilena de 80 hombres del batallón Ángeles, al mando del capitán Matías López con once jinetes del Las Heras al mando del alférez Enrique Stange, y las fuerzas peruanas, al mando del cubano Juan Luis Pacheco de Céspedes.
Esta acción se efectuó después del tratado de Ancón entre Chile y Perú, firmado el 20 de octubre de ese año. Pacheco de Céspedes, enterado de que José Velásquez Bórquez se dirigía a Arequipa, decidió incursionar en Tacna.

## Empieza el combate
Pacheco de Céspedes se informó de que una parte de los chilenos retornaba a Tacna, así que cambió de planes y decidió atacar la guarnición de Pachía.
El 11 de noviembre de 1883, Pacheco de Céspedes se dirigió a Pachía, protegido por la densa neblina, donde llegó cerca de las 6 de la mañana, dividiendo a sus hombres en tres grupos.
Muchos de los chilenos se estaban preparando para salir a misa aquel día domingo, cuando súbitamente comenzaron los disparos hacia el cuartel, alcanzando a los que se encontraban afuera. Rápidamente, el capitán López ordenó salir y los pocos chilenos que alcanzaron a hacerlo dispararon contra las fuerzas de Pacheco de Céspedes. Una bala dio contra el pie de López, mandándolo al suelo.
Stange, que alcanzó a ver toda la acción desde una caballeriza que había junto al cuartel, no perdió tiempo y partió a dar carga de sables con cinco de sus jinetes, para alejar a los atacantes de las puertas de la construcción donde se encontraban los chilenos sin poder salir. El alférez partió al frente, cortando la columna peruana con dos cargas no sin antes ser herido en su brazo izquierdo. La violencia espantó al caballo del corneta. 
El despeje del frente del cuartel permitió la salida de los chilenos, quienes se enfrentaron a los peruanos. Una segunda carga dio muerte a Stange. Las fuerzas de Pacheco de Céspedes continuaron avanzando clavando sus bayonetas contra los cuerpos de los caídos. 
Las fuerzas chilenas fueron reforzadas a las 10 de la mañana por el resto del batallón Ángeles, al mando de Francisco Antonio Subercaseaux. Ambas fuerzas se enfrentaron en Palca. Un destacamento chileno a cargo de los oficiales Calvo y Castro logró ocupar Palca, cortando el paso a Pacheco de Céspedes e impidiéndole tomar posiciones. Pacheco de Céspedes decidió retirarse a Moquegua con los hombres que sobrevivieron a la descarga de Calvo.
Según parte oficial chileno, sus bajas ascendieron a 24 heridos y 16 muertos y las peruanas a 40 muertos y un prisionero.

## Epílogo
Enrique Stange fue el último oficial chileno muerto en la guerra. El tratado de Ancón fue firmado el 20 de octubre de 1883 y promulgado en Perú el 8 de marzo de 1884. El 4 de marzo de 1884, se registraron los últimos disparos de Juan Luis Pacheco de Céspedes contra las fuerzas del coronel Soffia en la localidad de Camiarita.
Tanto la historiografía chilena como la peruana se adjudican la victoria.